# 诺基亚XpressMusic系列
XpressMusic是诺基亚于2006年推出的音乐手机品牌，用于对抗索尼爱立信的Walkman系列音乐手机。XpressMusic系列在设计之初就是作为便携式音乐播放器使用的。XpressMusic系列手机几乎都支持MicroSD储存卡，所以这些手机也可以当作MP3播放器使用。

## 特点
XpressMusic系列有一些共同的特点，如
- 都支持MicroSD储存卡（诺基亚 5030 XpressRadio除外）
- 拥有独立扬声器（部分机型甚至拥有两个扬声器，如诺基亚 5700及诺基亚 5800)
- 2.5mm或3.5mm耳机接口（在諾基亞 5310发布之前的手机使用2.5mm接口，在其之后发布的均使用3.5mm接口）

## 产品
XpressMusic手机产品包括:
- Nokia 3250
- Nokia 5030 XpressRadio
- Nokia 5130
- Nokia 5200
- Nokia 5220
- Nokia 5230
- Nokia 5300
- Nokia 5310
- Nokia 5320
- Nokia 5330
- Nokia 5500 Sport
- Nokia 5530（在中国大陆出售的版本中支持WAPI标准）
- Nokia 5610
- Nokia 5630（在中国大陆出售的版本中既不支持3G，也不支持無線區域網路）
- Nokia 5700（在中国大陆出售的版本中不支持3G）
- Nokia 5730
- Nokia 5800（在中国大陆出售的版本中既不支持3G，也不支持無線區域網路）
- Nokia 5800i（仅在中国大陆出售，支持3G，不支持無線區域網路
- Nokia 5800w（仅在中国大陆出售，支持3G，也支持無線區域網路）
- Nokia 5802（仅在中国大陆出售，中国移动定制版）